# La Chasse au bois hanté
La Chasse au bois hanté est un film muet français réalisé par Louis Feuillade sorti en 1909.

## Fiche technique
Source IMDb
- Réalisateur : Louis Feuillade
- Scénariste :
- Genre : court métrage  de comédie
- Format : 35 mm - 1,33: 1 - Noir et blanc - Muet - Procédé cinématographique : sphérique
- Durée : (métrage : 170 mètres)
- Date de sortie :
  - États-Unis : 11 janvier 1910

## Distribution
Source IMDb
- Alice Tissot
- Maurice Vinot
- Renée Carl